# Laguna Encantada
A  Laguna Encantada  é um lago localizado na Guatemala. Localiza-se no departamento de Jalapa, Município de Moyuta.